# Cratere Orlov
Orlov  è il nome di un cratere lunare da impatto intitolato agli astronomi russi Aleksandr Iakovlevich Orlov e Sergei Vladimirovich Orlov, situato nell'emisfero lunare più distante dalla Terra (faccia nascosta). A sud-ovest si trova il più grande cratere Leeuwenhoek, a nord-nord-ovest si trova il cratere De Vries e ad est-sud-est il cratere Rumford.
Adiacenti a Orlov si trovano due crateri satelliti: Orlov V è contiguo al margine settentrionale, mentre Leeuwenhoek E tocca il bordo sudoccidentale. In corrispondenza di quest'ultimo, il bordo di Olrlov presenta un rigonfiamento, che arriva ad ispessire le pendici interne del cratere più piccolo. Orlov D, di forma ovale, è contiguo al margine esterno verso nord-est. Le pendici interne, verso est, presentano alcune terrazzature.
Il pianoro interno è relativamente pianeggiante, con una cresta in prossimità del punto centrale. Sono presenti alcuni impatti minori lungo il margine interno del bordo sudoccidentale.

## Crateri correlati
Alcuni crateri minori situati in prossimità di Orlov sono convenzionalmente identificati, sulle mappe lunari, attraverso una lettera associata al nome.
| Orlov | Latitudine | Longitudine | Diametro |
| ----- | ---------- | ----------- | -------- |
| D     | 24,8° S    | 173,4° W    | 27 km    |
| Y     | 22,8° S    | 175,1° W    | 126 km   |